# Loðmundarfjörður
Loðmundarfjörður (in lingua islandese: Fiordo di Loðmundur) è un fiordo situato nel settore orientale dell'Islanda.

## Descrizione
Loðmundarfjörður è un piccolo fiordo situato nella regione dell'Austurland, nella parte settentrionale dei fiordi orientali. Ha una larghezza di 3 km all'imboccatura e penetra per 6 km nell'entroterra.
È situato a nord del fiordo Seyðisfjörður, da cui è separato dal promontorio Borgarnes. È interamente circondato da ripidi rilievi montuosi, alti tra 800 e 900 metri.
Dal punto di vista amministrativo l'area del fiordo fa parte del comune di Múlaþing.
In fondo al fiordo c'è una vasta vallata verdeggiante e in parte paludosa, dove un tempo erano sorte una decina di fattorie. La vallata si suddivide in due parti, Bárðarstaðadalur e Norðdalur, separate dal monte Herfell, alto 1064 metri.

## Insediamenti
Nel 1860 nel fiordo vivevano 143 persone. Da allora la popolazione è gradatamente diminuita. Gli ultimi abitanti hanno lasciato l'area nel 1973 e attualmente la zona del fiordo è disabitata.
Dei precedenti insediamenti è rimasta la piccola chiesa Klyppstaðakirkja, nei pressi di una fattoria attualmente disabitata. Gli edifici della fattoria sono ormai in rovina, mentre si è conservata la chiesa e l'adiacente cimitero. Nei pressi della chiesetta scorre il fiume Kirkjuá che forma anche una piccola cascata. Il fiume è spesso soggetto a esondazioni che allagano il territorio e danneggiano gli edifici.

## Denominazione
La denominazione del fiordo deriva dal nome del colono "Loðmundur hinn gamli" (Loðmundur il vecchio), che fu il primo abitante insediatosi in questa zona. Loðmundur aveva gettato in mare dalla sua nave alcuni trochi di legno e seguì la loro deriva fino a giungere nel fiordo.

## Vie di comunicazione
Non c'è nessuna strada asfaltata che permette di raggiungere il fiordo e l'accesso può avvenire solo tramite lunghi sentieri escursionistici che richiedono più di un giorno di cammino. Un sentiero attraverso l'altopiano Hjálmárdalsheiði permette di raggiungere il vicino fiordo Seyðisfjörður.